# Fluminicola nuttallianus
Fluminicola nuttallianus är en snäckart som först beskrevs av I. Lea 1838.  Fluminicola nuttallianus ingår i släktet Fluminicola och familjen tusensnäckor. Inga underarter finns listade i Catalogue of Life.